# Lumière de la Paix de Bethléem
 (décembre 2013).
Si vous disposez d'ouvrages ou d'articles de référence ou si vous connaissez des sites web de qualité traitant du thème abordé ici, merci de compléter l'article en donnant les références utiles à sa vérifiabilité et en les liant à la section « Notes et références ».

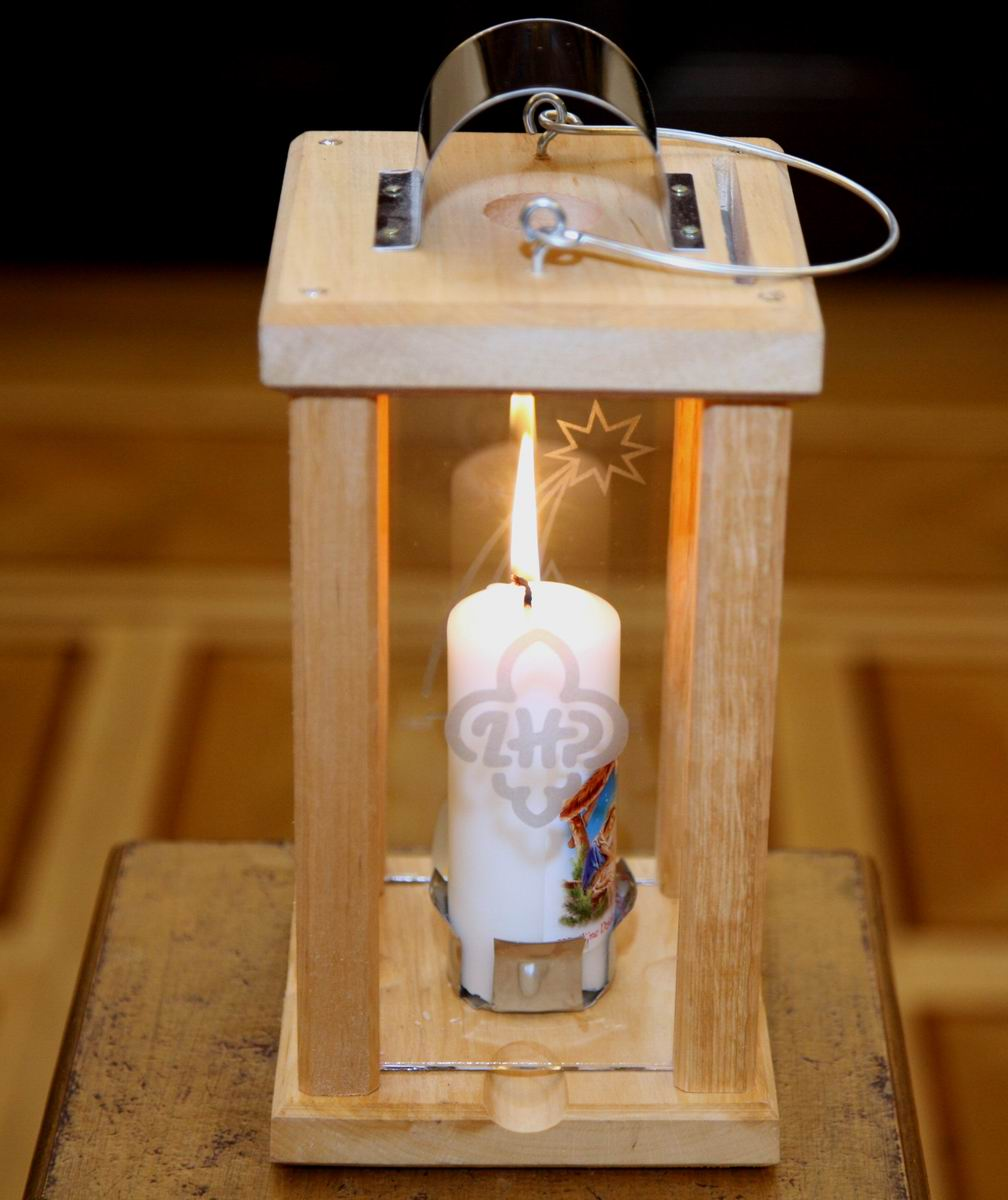
Lumière de la Paix de Bethléem en Pologne en 2010

La Lumière de la Paix de Bethléem, aussi appelée Lumière de Bethléem, est une action initiée en 1986 par la station de radio de Haute-Autriche de l'ORF pour lutter contre la pauvreté et apporter la paix puis reprise par les scouts autrichiens. Chaque année, quelques jours avant Noël, une lumière est allumée dans la grotte de la nativité à Bethléem et partagée en relais à travers l'Europe et l'Amérique du Nord.

## Origine
L'artiste Ada Brandstetter eut l'idée de diffuser une lumière comme symbole de la paix pour les soutenir de l'action Licht ins Dunkel (de) (littéralement Lumière dans l'obscurité), plus grosse campagne d'aide humanitaire autrichienne. La lumière est allumée par un enfant dans la grotte de la Nativité à Bethléem et rapportée en avion à Vienne grâce à une lampe anti-explosion. La lumière est normalement rapportée par un enfant de Haute-Autriche. En 2001, en raison de la guerre la lumière fut apportée par des enfants israéliens à Vienne.
En 1989, le chef scout viennois Herbert Grünwald entreprit d'organiser chaque année la distribution de la Lumière de la Paix à des délégations de scouts étrangers lors d'une cérémonie œcuménique.
Depuis 1991, la lumière est transmise en Europe de l'Est où elle est appelée Lumière de Bethléem. Les scouts slovaques récupèrent la lumière à Vienne et la transmettent à leurs collègues polonais à Łysa Polana dans les Tatras. La lumière est ensuite redistribuée depuis une église près de Bukowina Tatrzańska dans toute la Pologne ainsi qu'en Lituanie, en Biélorussie, en Ukraine et en Russie.
Depuis l'adhésion de l'Autriche à l'Union européenne en 1995, l'eurodéputé autrichien Paul Rübig a introduit cette tradition au Parlement européen à Strasbourg, où il célèbre l'événement avec de nombreux citoyens européens chaque année.
La Lumière de la Paix est également transmise symboliquement par les enfants de Haute-Autriche à des personnalités politiques nationales et internationales. Elle fut ainsi transmise à José Manuel Barroso, Heinz Fischer et au pape Benoît XVI. Des scouts canadiens l'ont apportée à Ground Zero lors de l'Avent 2001.
En 2012, en raison du conflit israélo-arabe et des mauvaises conditions de sécurité, le pèlerinage a dû être annulé. Un enfant arabe, comme déjà trois fois lors des précédentes années, apporta la lumière à Tel Aviv d'où elle fut acheminée par avion vers Vienne.

## Symbole
La lumière qui se transmet de l'un à l'autre est un symbole chrétien utilisé dans certaines cérémonies religieuses.

## Cérémonie
Tous les ans, a lieu une cérémonie religieuse à Vienne en Autriche le troisième samedi de l’Avent, à laquelle participent des délégations scoutes de nombreux pays. Chaque délégation va allumer sa flamme pour la rapporter dans son pays respectif.

### En Autriche
En Autriche, la flamme est distribuée par les scouts dans toutes les paroisses et est conservée jusqu'au 25 décembre. Les paroissiens, au retour de la messe de Noël, la ramènent chez eux et illuminent leurs sapins et décorations de Noël avec.

### En France
Depuis 2003, une délégation de Scouts et Guides de France et d'Éclaireuses  et Éclaireurs Unionistes de France se rend à Vienne pour recevoir la flamme des Scouts autrichiens. Celle-ci est ensuite rapportée à Paris et partagée au cours d'une célébration œcuménique pour être distribuée à des groupes scouts venus de toute la France qui la redistribueront à leur tour dans leurs communautés.

## Pays participants
- Autriche
- Allemagne
- Belgique
- Canada
- Croatie
- France
- Italie
- Pologne
- Slovaquie
- Slovénie
- Suisse
- Tchéquie
- Ukraine
- Espagne